# 安德里伊夫卡 (盧甘斯克區)
48°21′18″N 39°29′34″E / 48.35500°N 39.49278°E
安德里伊夫卡（羅馬化：Andriivka）是位於烏克蘭東部的村莊，由盧甘斯克州盧甘斯克區的青年近衛軍村市鎮負責管轄。該村始建於1950年，面積2.2平方公里，海拔高度96米，2001年人口13，人口密度每平方公里5.9人。